# أولاد مومن (أولاد احمامة)
أولاد مومن هو دُوَّار يقع بجماعة امڭارطو، إقليم سطات، جهة الدار البيضاء سطات في المملكة المغربية. ينتمي الدوّار لمشيخة أولاد احمامة التي تضم 4 دواوير. يقدر عدد سكانه بـ 779 نسمة حسب الإحصاء الرسمي للسكان والسكنى لسنة 2004.

## روابط خارجية
- البوابة الوطنية للجماعات الترابية
- المندوبية السامية للتخطيط